# Philibert Commerson
Philibert Commerson (18 de novembro de 1727 - 13 de março de 1773), às vezes escrito Commerçon por seus contemporâneos, era um naturalista e francês, mais conhecido por acompanhar Louis Antoine de Bougainville em sua viagem de circunavegação em 1766-1769.

## Biografia
Commerson nasceu em Châtillon-les-Dombes, na França. Ele estudou em Montpellier e por um tempo foi médico praticante. Ele estava em contato com Carl Linnaeus, que o encorajou a estudar os peixes do Mediterrâneo.
Commerson voltou a viver em Châtillon-les-Dombes, onde se ocupou na criação de um jardim botânico em 1758. Após a morte de sua esposa em 1764, mudou-se para Paris.
Em 1766, Commerson juntou-se a Bougainville em sua viagem de circunavegação depois de ser recomendado para o cargo de naturalista pela Academia de Ciências de Paris. Ele já havia elaborado um extenso programa de estudos da natureza para o Ministério da Marinha, no qual elaborou os "três reinos naturais" que um naturalista deveria investigar em uma viagem ao redor do mundo. Entre a vida selvagem que Commerson observou estava um tipo particular de golfinho no Estreito de Magalhães, agora conhecido como golfinho de Commerson (Cephalorhynchus commersonii).
A companheira e assistente de Commerson, Jeanne Baré (também referida como Jeanne Baret), acompanhou-o na viagem, disfarçada de homem. Baré atuou como enfermeiro de Commerson, que ficava doente com frequência, além de auxiliá-lo em seu trabalho científico. Seu gênero só foi descoberto publicamente durante a expedição ao Taiti, mas ela permaneceu com Commerson, cuidando dele e auxiliando-o em suas atividades profissionais até o fim de sua vida.
Commerson era um observador astuto do povo e da cultura taitiana, em parte graças a uma notável falta de preconceito europeu em comparação com outros primeiros visitantes da ilha. Juntos, Commerson e Bougainville foram responsáveis por espalhar o mito dos taitianos como a personificação do conceito do nobre selvagem.
 

Commerson também estudou e coletou plantas onde quer que a expedição parasse; entre outros, ele descreveu o gênero Bougainvillea. Na viagem de volta à França em 1768, ele permaneceu nas Maurícias (a então Ilha Francesa de França), a fim de analisar a botânica lá e em Madagascar, uma ilha que o fascinava. Pierre Sonnerat, que também se tornaria um botânico renomado, era seu secretário pessoal na Ilha de França. 
Que país admirável é Madagascar! Não mereceria um observador casual, mas academias inteiras. Madagascar, posso anunciar aos naturalistas, é sua terra prometida; é aí que a natureza parece ter se retirado como um santuário privado, para trabalhar em modelos diferentes de todos os que ela usou em outros lugares: as formas mais curiosas, as mais maravilhosas podem ser encontradas a cada passo ...

-  Philibert Commerson, em uma carta a Jérôme de Lalande, 1771

## Morte e legado
Commerson morreu nas ilhas Maurícias com a idade de 45 anos. Suas extensas coleções da viagem não receberam, infelizmente, o merecido reconhecimento. Embora seus numerosos manuscritos e herbários tenham sido trazidos para Paris após sua morte, eles nunca foram sistematicamente organizados e avaliados. Sem saber de sua morte em 1773, a Academia de Ciências de Paris o elegeu como colega botânico alguns meses depois.